# 프랑스앵포

프랑스앵포

프랑스인포 (Franceinfo)는 프랑스 텔레비지옹, 라디오 프랑스, 프랑스 글로벌 미디어가 합작해 만든 보도 전문 채널이다. 새벽시간대에는 프랑스 24 방송을 내보낸다. 1987년 6월 1일 유럽 최초로 24시간 보도전문 라디오 채널로 개국하였으며, 2016년 8월 29일부로 글로벌 방송을 발표하고 9월 1일부터 텔레비전 방송을 개시하였다.
2016년 8월 24일에는 프랑스 텔레비지옹과 라디오 프랑스의 프랑스앵포 웹사이트가 통합되었다.